# Pangrapta epionoides
Pangrapta epionoides là một loài bướm đêm trong họ Erebidae.